# Karolina Radzik-Johan
Karolina Radzik-Johan (Opole, 1980. szeptember 24. –) lengyel női nemzetközi labdarúgó-játékvezető. Polgári foglalkozása tanár.

## Pályafutása

### Nemzeti játékvezetés
A játékvezetői vizsgát 2000-ben szerezte meg, 2006-ban lett hazája legfelső szintű labdarúgó-bajnokságának játékvezetője.

### Nemzetközi játékvezetés
A Lengyel labdarúgó-szövetség Játékvezető Bizottsága (JB) terjesztette fel nemzetközi játékvezetőnek, a Nemzetközi Labdarúgó-szövetség (FIFA) 2008-tól tartotta nyilván bírói keretében. Több nemzetek közötti válogatott és klubmérkőzést vezetett.

#### Világbajnokság
Németországban rendezték a 2011-es női labdarúgó-világbajnokságot, ahol az UEFA JB  az előselejtezők során játékvezetőként foglalkoztatta.
| Időpont             | Helyszín                  | Mérkőzés típusa           | Mérkőzés                   | Eredmény |
| ------------------- | ------------------------- | ------------------------- | -------------------------- | -------- |
| 2006. október 25.   | Gradski Stadion, Kumanovo | előselejtező (2. csoport) | Macedónia–Fehéroroszország | 1 – 6    |
| 2010. augusztus 22. | GSP Stadion, Tallinn      | előselejtező (1. csoport) | Észtország–Horvátország    | 1 – 1    |

#### Európa-bajnokság
Macedónia rendezte a 2010-es női labdarúgó Európa-bajnokságot, ahol a FIFA JB bírói szerpkörben alkalmazta.
| Időpont         | Helyszín                    | Mérkőzés típusa        | Mérkőzés                | Eredmény | Nézők száma |
| --------------- | --------------------------- | ---------------------- | ----------------------- | -------- | ----------- |
| 2010. május 24. | Nemzeti Stadion, Szkopje    | elejtező (B. csoport)  | Macedónia–Spanyolország | 0 : 6    | 8 000       |
| 2010. május 30. | Zelezarnica Stadion, Skopje | selejtező (B. csoport) | Spanyolország–Hollandia | 0 : 2    | 500         |
| 2010. június 5. | Nemzeti Stadion, Skopje     | döntő                  | Franciaország–Anglia    | 2 : 1    | 4 000       |

A 2013-ban rendezendő női labdarúgó-Európa-bajnokság selejtezőjében az UEFA JB bírói szolgálatra alkalmazta.
| Időpont              | Helyszín                       | Mérkőzés típusa           | Mérkőzés         | Eredmény | Nézők száma |
| -------------------- | ------------------------------ | ------------------------- | ---------------- | -------- | ----------- |
| 2011. szeptember 22. | County Ground Stadion, Swindon | előselejtező (6. csoport) | Anglia–Szlovénia | 4 – 0    | 3 878       |